# Фејет (Алабама)
Фејет (енгл. Fayette) град је у америчкој савезној држави Алабама. По попису становништва из 2010. у њему је живело 4.619 становника.

## Демографија
Према попису становништва из 2010. у граду је живело 4.619 становника, што је 303 (6,2%) становника мање него 2000. године.
| Група             | 2000.         | 2010.         |
| Белци             | 3.684 (74,8%) | 3.364 (72,8%) |
| Афроамериканци    | 1.151 (23,4%) | 1.121 (24,3%) |
| Азијати           | 14 (0,3%)     | 16 (0,3%)     |
| Хиспаноамериканци | 47 (1,0%)     | 66 (1,4%)     |
| Укупно            | 4.922         | 4.619         |